# Puente Internacional San Roque González de Santa Cruz
Die Puente Internacional San Roque González de Santa Cruz ist eine 1.610 Meter lange Schrägseilbrücke über den Rio Paraná, die die beiden Städte Posadas in der argentinischen Provinz Misiones und Encarnación im Departamento Itapúa von Paraguay verbindet. Neben der Straßenverbindung zwischen den beiden Ländern besteht auch eine Zugverbindung zwischen den beiden Städten, die sich an den beiden Flussufern gegenüberliegen. Die Dieseltriebwagen verkehren im 15-Minuten-Takt zwischen den zwei Stationen der normalspurigen Strecke.
Die Straßen- und Eisenbahnbrücke wurde in den Jahren 1982 bis 1990 errichtet. Obwohl nur eine Bauzeit von drei Jahren veranschlagt war, dauerten die Bauarbeiten acht Jahre – wegen bürokratischer Hemmnisse, Finanzierungsschwierigkeiten und wegen eines außergewöhnlichen Hochwassers während der Gründungsphase. Die Bauarbeiten wurden durch ein Konsortium unter der Führung des italienischen Unternehmens Salini Impregilo durchgeführt.
Die Brücke wurde als Kompensation für den Landverlust Paraguays durch den Bau des Staudamms Yacyretá gebaut. Sie ist nach dem Gründer der beiden Städte, die sie verbindet, dem Jesuiten Roque González de Santa Cruz, benannt.